# Federico Luigi di Nassau-Ottweiler
Federico Luigi di Nassau-Ottweiler (Ottweiler, 13 novembre 1651 – Saarbrücken, 25 maggio 1728) era un membro del Casato di Nassau. Era figlio di Giovanni Luigi, Conte di Nassau-Ottweiler e della Contessa Palatina Dorotea Caterina di Birkenfeld-Bischweiler. Fu conte di Nassau-Ottweiler dal 1680 fino alla sua morte. Dal 1721, fu anche Conte di Nassau-Idstein e dal 1723 Conte di Nassau-Saarbrücken.

## Biografia
Poiché non ebbe eredi maschi, i suoi territori passarono a suo cugino Carlo di Nassau-Usingen dopo la sua morte nel 1728.
Federico Luigi sposò il 28 luglio 1680 Cristiana (1659-1695), figlia di Federico, Conte di Ahlefeldt e della Contessa Margherita Dorotea di Rantzau.  Ebbero otto figlie femmine:
- Dorotea Federica (1681-1691)
- Maria Carlotta (1684-1690)
- Cristiana Carlotta (1685-1761), sposò prima Carlo Luigi, Conte di Nassau-Saarbrücken e rimasta vedova Federico III, Langravio d'Assia-Homburg
- Luisa (1686-1773), sposò Carlo, Conte di Salm, Wild- und Rheingraf in Dhaun
- Sofia Amalia (1688-1753) sposò Giorgio Federico, Burgravio di Kirchberg
- Maria (1690-1714)
- Dorotea (1692-1740) sposò il Conte Walrad di Salm Wild- und Rheingraf in Dhaun
- Eleonora (1693)

Dopo la morte di Cristiana, Federico Luigi sposò il 27 settembre 1697 la Contessa Luisa Sofia di Hanau-Lichtenberg (11 aprile 1662 - 9 aprile 1751), figlia di Giovanni Reinardo II, Conte di Hanau-Lichtenberg e della Contessa Palatina Anna Maddalena di Birkenfeld-Bischweiler. Questo matrimonio rimase senza figli.

## Ascendenza
|                                                     |                                         |                                    | Genitori                          |  |  | Nonni |  |  | Bisnonni                      |  |  | Trisnonni                    |  |
|                                                     |                                         |                                    |                                   |  |  |       |  |  | Ludwig II von Nassau-Weilburg |  |  | Albrecht von Nassau-Weilburg |  |
|                                                     |                                         |                                    |                                   |  |  |       |  |  | Ludwig II von Nassau-Weilburg |  |  | Albrecht von Nassau-Weilburg |  |
|                                                     |                                         | Anna von Nassau-Dillenburg         |                                   |  |  |       |  |  | Ludwig II von Nassau-Weilburg |  |  |                              |  |
| Wilhelm Ludwig von Nassau-Saarbrücken               |                                         |                                    |                                   |  |  |       |  |  | Ludwig II von Nassau-Weilburg |  |  |                              |  |
|                                                     |                                         | Anna Maria von Hessen-Kassel       | Wilhelm IV von Hessen-Kassel      |  |  |       |  |  |                               |  |  |                              |  |
|                                                     |                                         | Anna Maria von Hessen-Kassel       | Wilhelm IV von Hessen-Kassel      |  |  |       |  |  |                               |  |  |                              |  |
|                                                     |                                         | Anna Maria von Hessen-Kassel       | Sabine von Württemberg            |  |  |       |  |  |                               |  |  |                              |  |
| Johann Ludwig von Nassau-Ottweiler                  |                                         | Anna Maria von Hessen-Kassel       |                                   |  |  |       |  |  |                               |  |  |                              |  |
|                                                     |                                         | Georg Friedrich von Baden-Durlach  | Karl II von Baden-Durlach         |  |  |       |  |  |                               |  |  |                              |  |
|                                                     |                                         | Georg Friedrich von Baden-Durlach  | Karl II von Baden-Durlach         |  |  |       |  |  |                               |  |  |                              |  |
|                                                     |                                         | Georg Friedrich von Baden-Durlach  | Anna von Pfalz-Veldenz            |  |  |       |  |  |                               |  |  |                              |  |
| Anna-Amalia von Baden-Durlach                       |                                         | Georg Friedrich von Baden-Durlach  |                                   |  |  |       |  |  |                               |  |  |                              |  |
|                                                     |                                         | Juliane Ursula von Salm-Neufville  | Friedrich von Salm-Neufville      |  |  |       |  |  |                               |  |  |                              |  |
|                                                     |                                         | Juliane Ursula von Salm-Neufville  | Friedrich von Salm-Neufville      |  |  |       |  |  |                               |  |  |                              |  |
|                                                     |                                         | Juliane Ursula von Salm-Neufville  | Franziska von Salm                |  |  |       |  |  |                               |  |  |                              |  |
| Friedrich Ludwig von Nassau-Ottweiler               |                                         | Juliane Ursula von Salm-Neufville  |                                   |  |  |       |  |  |                               |  |  |                              |  |
|                                                     | Karl I von Pfalz-Zweibrücken-Birkenfeld | Wolfgang von Pfalz-Zweibrücken     |                                   |  |  |       |  |  |                               |  |  |                              |  |
|                                                     | Karl I von Pfalz-Zweibrücken-Birkenfeld | Wolfgang von Pfalz-Zweibrücken     |                                   |  |  |       |  |  |                               |  |  |                              |  |
|                                                     | Karl I von Pfalz-Zweibrücken-Birkenfeld | Anna von Hessen                    |                                   |  |  |       |  |  |                               |  |  |                              |  |
| Christian I von Pfalz-Birkenfeld-Bischweiler        | Karl I von Pfalz-Zweibrücken-Birkenfeld |                                    |                                   |  |  |       |  |  |                               |  |  |                              |  |
|                                                     |                                         | Dorothea von Braunschweig-Lüneburg | Wilhelm von Braunschweig-Lüneburg |  |  |       |  |  |                               |  |  |                              |  |
|                                                     |                                         | Dorothea von Braunschweig-Lüneburg | Wilhelm von Braunschweig-Lüneburg |  |  |       |  |  |                               |  |  |                              |  |
|                                                     |                                         | Dorothea von Braunschweig-Lüneburg | Dorothea af Danmark               |  |  |       |  |  |                               |  |  |                              |  |
| Dorothea Katharina von Pfalz-Birkenfeld-Bischweiler |                                         | Dorothea von Braunschweig-Lüneburg |                                   |  |  |       |  |  |                               |  |  |                              |  |
|                                                     |                                         | Johann II von Pfalz-Zweibrücken    | Johann I von Pfalz-Zweibrücken    |  |  |       |  |  |                               |  |  |                              |  |
|                                                     |                                         | Johann II von Pfalz-Zweibrücken    | Johann I von Pfalz-Zweibrücken    |  |  |       |  |  |                               |  |  |                              |  |
|                                                     |                                         | Johann II von Pfalz-Zweibrücken    | Magdalena von Jülich-Kleve-Berg   |  |  |       |  |  |                               |  |  |                              |  |
| Magdalena Katharina von Pfalz-Zweibrücken           |                                         | Johann II von Pfalz-Zweibrücken    |                                   |  |  |       |  |  |                               |  |  |                              |  |
|                                                     |                                         | Catherine de Rohan                 | René II de Rohan                  |  |  |       |  |  |                               |  |  |                              |  |
|                                                     |                                         | Catherine de Rohan                 | René II de Rohan                  |  |  |       |  |  |                               |  |  |                              |  |
|                                                     |                                         | Catherine de Rohan                 | Catherine de Parthenay            |  |  |       |  |  |                               |  |  |                              |  |
|                                                     |                                         | Catherine de Rohan                 |                                   |  |  |       |  |  |                               |  |  |                              |  |